# Declaració de Boulogne
La Declaració de Boulogne (esperanto: Bulonja Deklaracio) fou un document escrit per L.L. Zamenhof i avalat pels participants del I Congrés d'esperanto a Boulogne-sur-Mer, França, el 1905. Defineix l'esperantisme com el moviment que promou la massificació de l'ús de l'esperanto en substitució dels idiomes nacionals en l'àmbit de la comunicació internacional i en contexts interètnics, no com un substitut dels idiomes nacionals dins d'una nació. Declara, a més a més, que el moviment esperantista com a tal és políticament i religiosament neutral. Assenyala que l'esperanto forma part del domini públic i que qualsevol pot usar-lo amb la finalitat que estime convenient, ja que l'iniciador de l'idioma renuncià a qualsevol dret sobre aquest des d'un principi. Diu que l'única autoritat obligatòria sobre els esperantoparlants és el Fonament de l'Esperanto (una col·lecció d'una gramàtica elemental, diccionaris i documents amb textos de mostra) i que es recomana als parlants de l'idioma que consideren el Fonament com a model, en favor de l'estabilitat i la unitat de l'idioma. Finalment, defineix l'esperantista com aquell qui coneix i usa l'idioma amb qualsevol propòsit.

## Galeria d'imatges

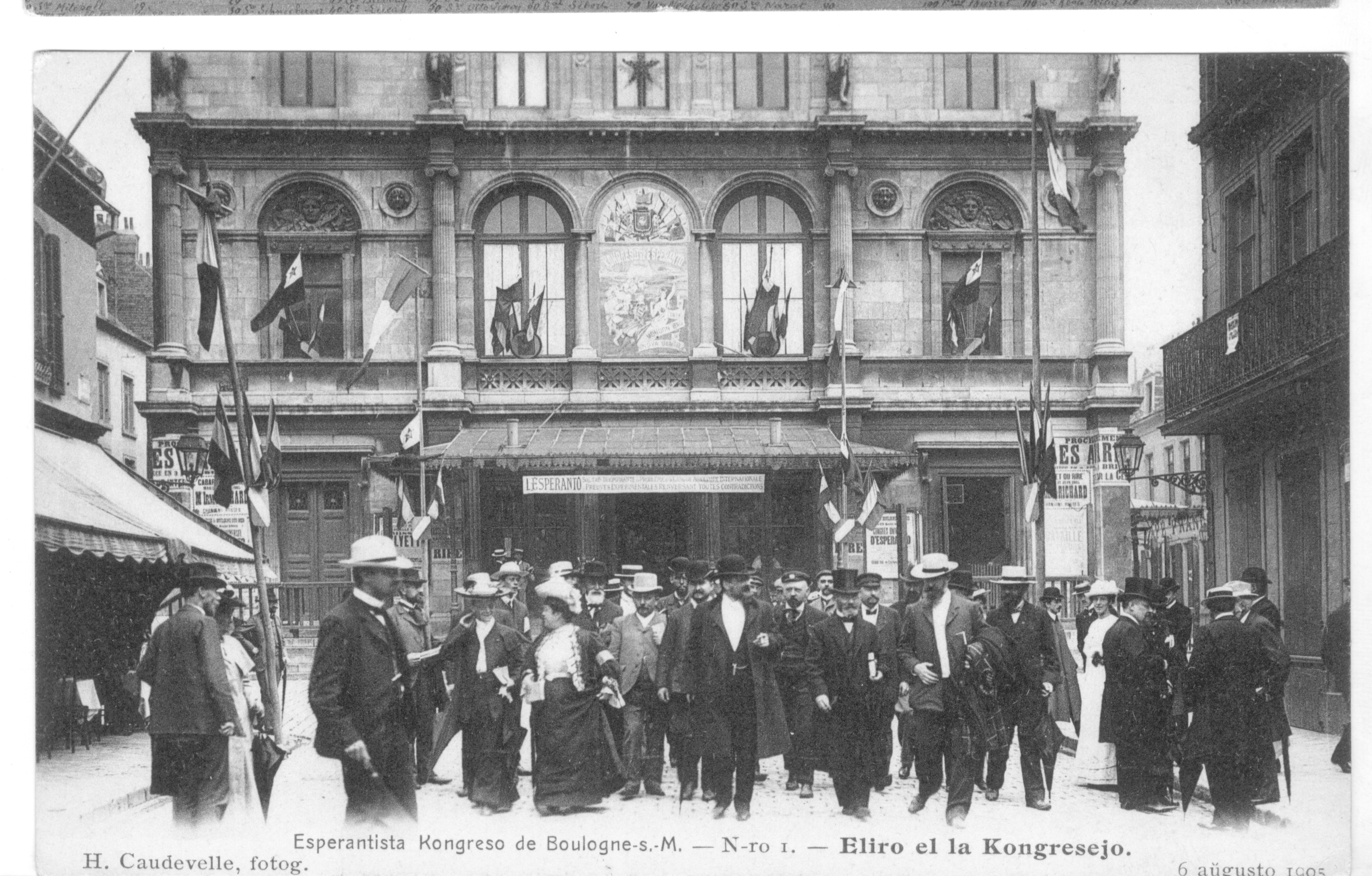
Fi del Primer Congrés Mundial d'Esperanto a Boulogne-sur-Mer.
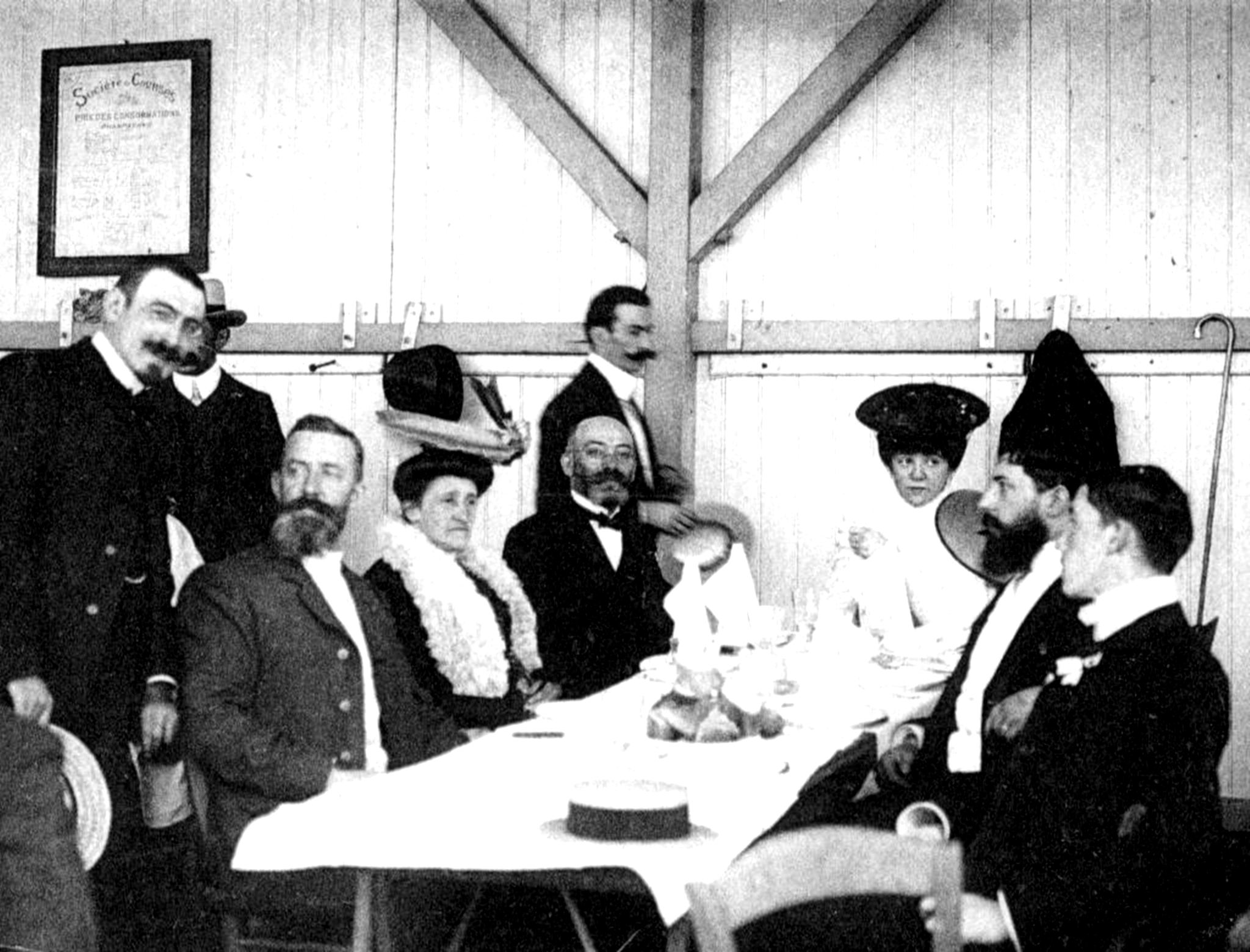
Les famílies Zamenhof i Michaux en el Primer Congrés Mundial d'Esperanto, Boulogne 1905.